# Stathmodera vittata
Stathmodera vittata är en skalbaggsart som beskrevs av Stefan von Breuning 1940. Stathmodera vittata ingår i släktet Stathmodera och familjen långhorningar.
Artens utbredningsområde är Angola. Inga underarter finns listade i Catalogue of Life.